# Cadafal (arquitectura)

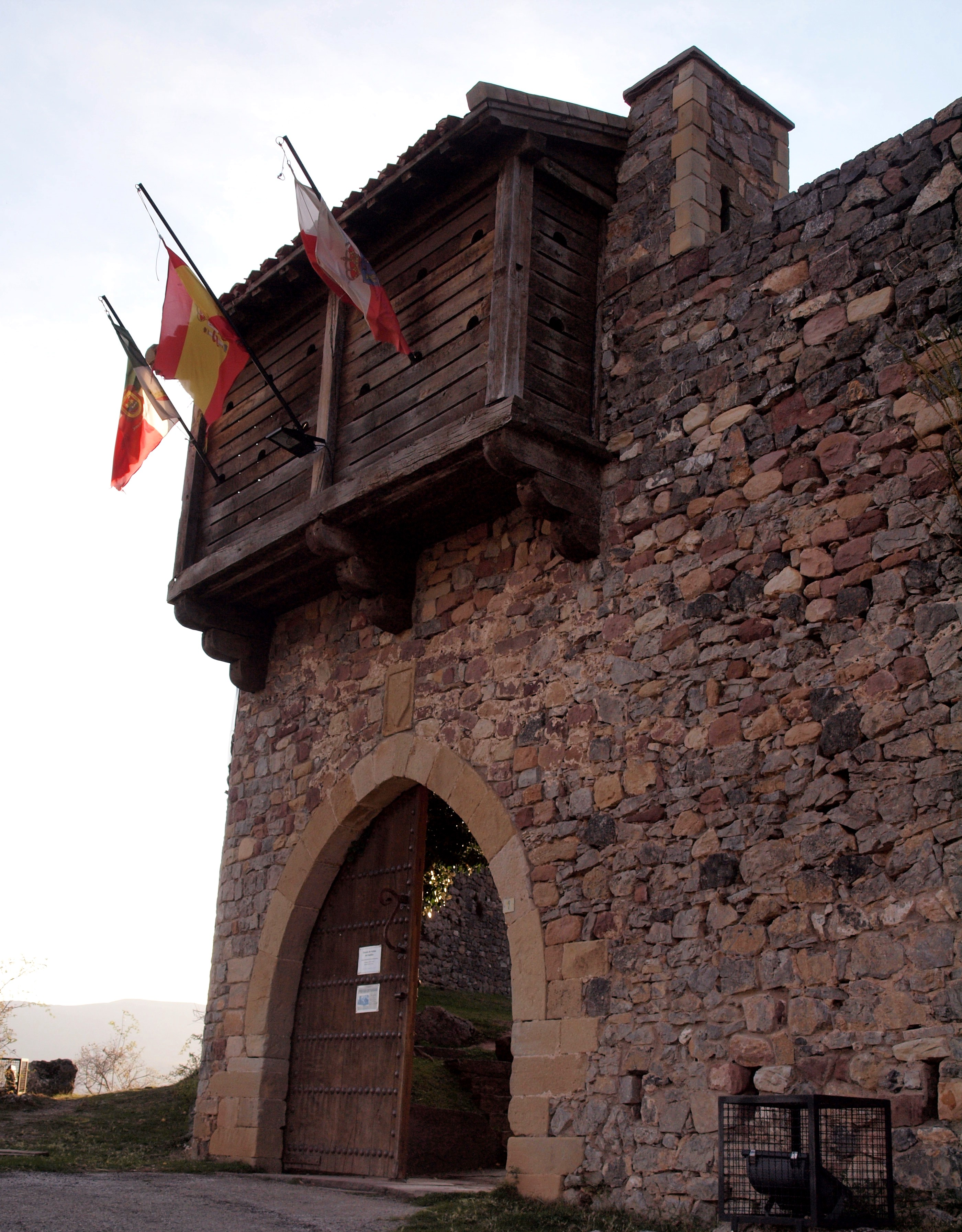
Reproducció d'un cadafal al castell d'Argüeso, Cantàbria, Espanya

Un cadafal és una fortificació o baluard de fusta de les torres i muralles medievals. Penjava recolzant-se en mènsules o bigues de fusta o pedres que sobresortien, incrustades en el mur. Normalment, estaven coberts i no solien ser permanents, sinó instal·lar-se durant un setge. En temps de pau, es creu que els cadafals s'emmagatzemaven com a elements prefabricats.
Tenia una finalitat militar, ja que tenien petites obertures o espitlleres tant en la part frontal com a terra. Això, unit al fet que sobresortien respecte al llenç de muralla o torre, ampliava el camp de tir dels defensors al llarg de la muralla i, especialment, permetia un tret vertical cap avall sobre els atacants de les torres. No obstant això, en estar fets de fusta, cremaven fàcilment. Posteriorment, van ser substituïts per matacans, que eren permanents i en pedra i que van suposar una millora respecte als cadafals.
En moltes construccions en pedra que han sobreviscut de l'època medieval, es delata l'existència d'aquest element per la presència de les petites obertures que regularment puntegen la façana traçant la línia per sota d'un va més gran que era la porta d'accés als cadafals. Aquest fet es pot observar a les espanyoles Torre de Pero Niño (Cantàbria) o a la d'Aldealseñor (Sòria).
Han sobreviscut alguns cadafals medievals, incloent-hi exemples a la torre septentrional del castell de Stokesay, a Shropshire (Regne Unit) i a Laval (França). La ciutadella interior de Carcassona, també a França, mostra cadafals reconstruïts en fusta.

## Cadafals a la tauromàquia

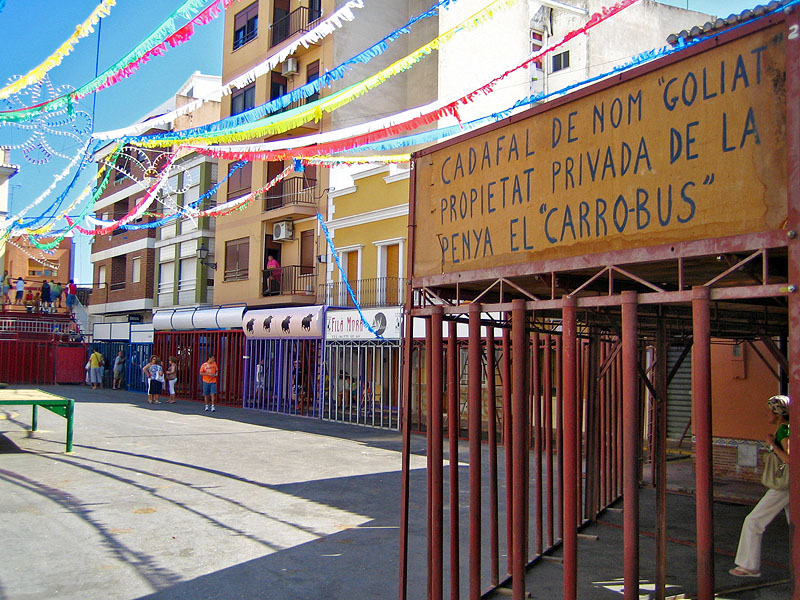
Cadafal al carrer Major del Verger

Un cadafal —també dit escadafal, cadafalls, esgarafall o calafalls— és una mena de gàbia utilitzada a les en les festes de bous al carrer. Són estructures senzilles fetes de ferro, sovint pagades entre els socis d'una colla. L'element principal és la gàbia, un espai molt gran enreixat als tres costats, amb el quart contra la paret dels edificis. A dalt hi ha seients per a veure l'espectacle amb més seguretat. L'espai de baix és més llarg que ample i permet l'entrada de 20 o més persones, que hi accedeixen pels espais entre els barrots.
La festa consisteix a eixir al carrer des dels escarafalls, provocar l'animal i fugir entre les reixes abans que el bou abasti la persona. Com que les reixes permeten passar les persones, però no els bous perquè són més grossos, la majoria prefereixen cridar i tocar el bou des de la seguretat de l'escarafall. Tanmateix, s'han vist accidents en què un bou aconseguia tocar algú amb les banyes a través de les reixes.